# Жан-Клод Лекант
Жан-Клод Лекант (фр. Jean-Claude Lecante, 12 листопада 1934) — французький велогонщик.
Срібний призер Олімпійських Ігор 1956 року в командній гонці переслідування.